# Robbers Roost
 (novembre 2022).
Robbers Roost était un repaire de hors-la-loi dans le sud-est de l'Utah pendant plus de 30 ans, à la fin du XIXe siècle.

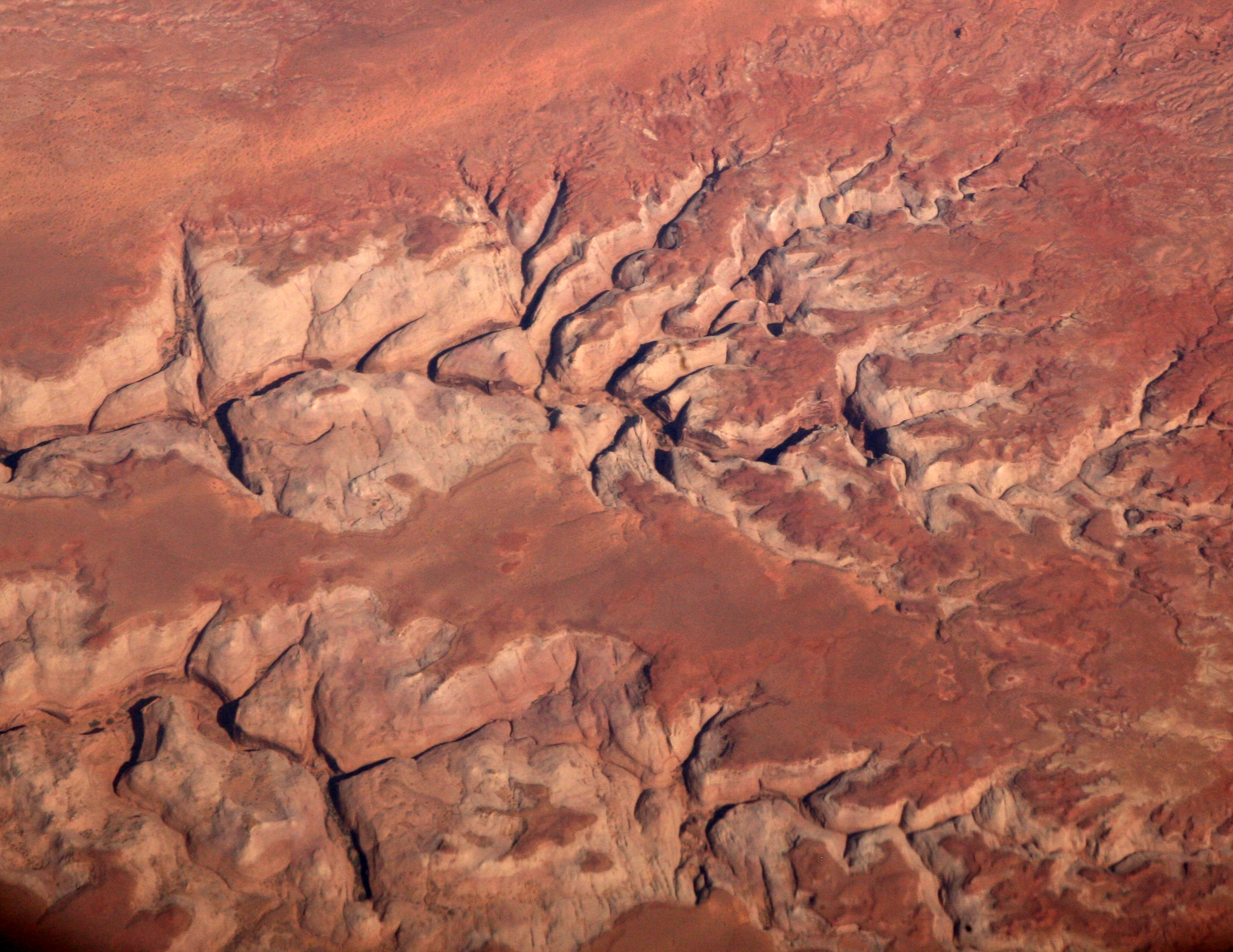
Vue aérienne du canyon Robbers Roost.

Il a notamment hébergé le gangster Butch Cassidy et sa bande, la "Wild Bunch" (Horde sauvage), ainsi que The Kid, figures symbolisant l'ouest américain.
Le repaire était localisé le long du "Outlaw Trail", dans le sud-est de l'Utah, aux États-Unis. Il a été choisi en raison de ses multiples points de vue qui permettaient de repérer les éventuels mouvements.